# 絨毛羊膜炎
絨毛羊膜炎，又名為内羊膜炎（intra-amniotic inflammation，IAI），是胎膜、羊水或胎盘的炎症，常由感染引起 。症状通常包括发烧、腹痛、母亲或胎儿心率过快、或异常的阴道分泌物。新生儿并发症可能包括肺炎、脑膜炎、败血症、早产和腦性麻痺 。母亲的并发症可能包括产后出血、子宫内膜炎、败血症和急性呼吸窘迫症候群。
危险因子包括分娩时间较长、胎膜早破、既往妊娠次数少、產道內有B 组链球菌移生和胎膜破裂后频繁地进行阴道检查 。可能的機轉通常是细菌由阴道进入子宫 。引起發炎，並造成子宫收缩，並可能早产。若出現单次体温超过39.0 °C（102.2 °F）或持续在38.0 °C（100.4 °F）和39.0 °C（102.2 °F）間，就需高度懷疑患者是否有這個诊断 。
使用抗生素治疗，常用氨苄西林和庆大霉素 。可用乙酰氨基酚（对乙酰氨基酚）降低体温。有早产风险的患者，也可能使用皮质类固醇。虽然通常应该及时进行生產，但通常不需剖腹产 。羊膜囊早期破裂的患者，通常會预防性使用抗生素。
绒毛膜羊膜炎的发生率，在足月產约为 4%，在早产則约在 40% 至 70%，而懷孕不足 24 周的生產中則约为 94% 。分娩时的发烧，有 10% 至 40% 是由此引起。

## 外部連節
- Overview at 克利夫兰诊所.
- Cerebral palsy inflammation link （页面存档备份，存于） (29 November 2003) at 英国广播公司.